# 石山Gateway Holdings
石山Gateway Holdings株式会社（Ishiyama Gateway Holdings Inc.）は、かつて存在した日本の持株会社。

## 概要
1982年12月に、精密測定機器等の製造販売・輸出入を目的として株式会社フォトニクスとして設立。2003年7月に持株会社制へ移行し、機械メーカーなどを買収して傘下におさめた。
2010年9月に商号を株式会社ゲートウェイへ変更し、その後もM&A戦略により、旅行業・アパレル関連事業・メディカル事業・発電コンサルティング事業にも進出していったが、いずれの事業もノウハウはなかった。2013年10月に商号を現在の石山Gateway Holdings株式会社へ変更した。

### 元社長の逮捕・破産手続開始
2013年11月に「新規事業として開始したバイオディーゼル発電機の販売設置事業において、当初予想で見込んでいなかったおよそ9億円が売上に計上される見込み」と架空計上を行った。
証券取引等監視委員会は2014年10月29日より、金融商品取引法違反（有価証券報告書の虚偽記載）の疑いで、石山Gateway Holdings並びに関係先に対する調査を開始。これを受けて、石山Gateway Holdingsは同年11月7日に第三者委員会を設置し、2013年7月1日から2014年10月28日の間における会計処理などの調査を行った。石山Gateway Holdingsの会計監査人であった東京中央監査法人も、同年5月に金融庁から行政処分を受けていた。同年11月14日には会計監査人を東京中央監査法人から監査法人アリアへ変更した。
第三者委員会は、2014年12月12日に調査結果を発表。最終的に石山Gateway Holdingsの内部管理体制が不十分であると結論付けた。代表取締役社長Aは同年12月15日に社長を辞任した。
石山Gateway Holdingsは2014年12月15日に、訂正処理を行った2014年6月期の有価証券報告書などを関東財務局に提出したが、東京証券取引所は2015年1月29日に、有価証券上場規程第509条第1項第1号（開示された情報の内容に虚偽があり、当取引所の市場に対する株主及び投資者の信頼を毀損したと認められるため）により石山Gateway Holdingsを特設注意市場銘柄に指定。
石山Gateway Holdingsは2015年2月18日に「投資審査会」及び「監査審査会」を設置し、同年5月15日に「内部統制システムの基本方針」の改定方針を発表したが、東京地検特捜部は同年5月27日に、同年4月30日に社長に復帰したAとB元常務を金融商品取引法違反（偽計）などの容疑で逮捕し、同年6月15日には証券取引等監視委員会が石山Gateway Holdings、A元社長、B元常務を金融商品取引法違反（偽計）の嫌疑で東京地検特捜部へ告発したと同時に、東京証券取引所も同日に石山Gateway Holdings株式を、公益又は投資者保護のため監理銘柄（審査中）に指定した。特捜部は翌6月16日にA元社長をとB元常務を金融商品取引法違反（有価証券報告書の虚偽記載）の容疑で再逮捕し、同日にA元社長とB元常務、石山Gateway Holdingsを金融商品取引法違反（偽計）罪で起訴した。A元社長は、売り上げ架空計上によるインサイダー取引や補助金詐取を企てていた事が明らかとなった。
A元社長とB元常務、石山Gateway Holdingsの起訴を受けて、東京証券取引所は2015年6月30日に、有価証券上場規程第604条の4第1項第2号（公益又は投資者保護のため、当取引所が上場廃止を適当と認めた場合に該当するため）により石山Gateway Holdings株式を整理銘柄に指定。石山Gateway Holdings株式は同年8月1日に上場廃止となった。特設注意市場銘柄で、内部管理体制確認書を提出できずに（株式公開買付けは除く）上場廃止となった上場企業は、2013年8月9日の有価証券上場規程改正後（改善期間が3年から1年へ変更など）では初のケースとなった。
石山Gateway Holdingsは上場廃止により事業継続が困難となり、2015年11月に事業を停止し、同時に本社が入居していたビルからも退去。2014年12月までの会計監査人であった東京中央監査法人も2015年12月に解散へ追い込まれた。石山Gateway Holdingsは2016年7月1日に東京地方裁判所へ破産を申請。同年7月6日に東京地方裁判所から破産手続き開始決定を受けた。
石山Gateway Holdingsの経営破綻は、ノウハウを持たない事業の拡大、ワンマン実権者の逮捕、上場廃止までの5年間で2回にわたる監査法人の変更、監査法人の処分といったいわゆる「ハコ企業」の典型的な例と言える。
石山Gateway Holdingsは2021年1月15日に法人格が消滅した。

## 沿革
- 1982年12月18日 - 株式会社フォトニクスとして設立。
- 2001年3月26日 - ヘラクレス市場（現・ジャスダック）上場。
- 2003年7月 - 持株会社制へ移行。
- 2005年12月 - 株式会社GWソリューションを設立。
- 2010年
  - 8月 - 株式会社SPC(現・株式会社GW長岡製作所)を連結子会社化。
  - 10月 - 商号を株式会社ゲートウェイへ変更。
  - 11月 - 株式会社GWインベストメント(現・株式会社GWリアルエステートM&A)を連結子会社化。
- 2012年6月 - 商号を株式会社ゲートウェイホールディングスへ変更。
- 2013年
  - 3月 - 株式会社マーファスを連結子会社化。
  - 4月 - 東京電装株式会社を連結子会社化。
  - 5月 - GW鹿島発電所株式会社を設立。
  - 10月 - 商号を石山Gateway Holdings株式会社へ変更。
  - 11月 - 株式会社東京マスターズを連結子会社化。
- 2014年
  - 10月29日 - 証券取引等監視委員会が、金融商品取引法違反（有価証券報告書の虚偽記載）の疑いで、石山Gateway Holdings並びに関係先に対する調査を開始。
  - 12月 - 東京電装株式会社株式を売却。
- 2015年
  - 1月29日 - 東京証券取引所から特設注意市場銘柄の指定を受ける。
  - 5月27日 - 東京地検特捜部が、元社長と元常務を金融商品取引法違反（偽計）などの容疑で逮捕。
  - 6月15日 - 証券取引等監視委員会が、元社長と元常務を金融商品取引法違反（偽計）の嫌疑で東京地方検察庁へ告発[17]。東京証券取引所から監理銘柄（審査中）の指定を受ける。
  - 6月16日 - 東京地検特捜部が、元社長と元常務を金融商品取引法違反（有価証券報告書の虚偽記載）の容疑で再逮捕。同時に元社長と元常務、石山Gateway Holdingsを金融商品取引法違反（偽計）罪で起訴。
  - 8月1日 - 東京証券取引所ジャスダック市場上場廃止。
  - 11月 - 事業停止。
  - 12月8日 - 証券取引等監視委員会が、元社長を金融商品取引法違反（インサイダー取引）の嫌疑で東京地方検察庁へ告発[22]。
- 2016年
  - 2月23日 - 元社長に対する第一審判決が東京地方裁判所で言い渡される。判決は懲役3年、執行猶予4年、罰金500万円、追徴金約2億3600万円[23]。
  - 7月6日 - 東京地方裁判所から破産手続開始決定を受ける。
- 2021年1月15日 - 法人格消滅。

## 上場廃止時のグループ会社
- 株式会社GW長岡製作所 - 2016年7月4日に新潟地方裁判所長岡支部へ民事再生法を申請[24]。2020年9月18日法人格消滅[25]
- 株式会社GWリアルエステートM&A - 2016年8月に東京地方裁判所から破産手続開始決定[26]。2018年4月20日に法人格消滅[27]。
- 株式会社東京マスターズ - 2017年5月に株式会社エアトリの傘下に。
- 株式会社マーファス - 2016年11月に東京地方裁判所から破産手続開始決定[28]。2019年1月25日に法人格消滅[29]。
- 株式会社GWソリューション - 2016年11月2日に東京地方裁判所から破産手続開始決定[30]。2018年4月20日に法人格消滅[31]。
- GW鹿島発電所株式会社 - 2016年11月2日に東京地方裁判所から破産手続開始決定[30]。2018年4月20日に法人格消滅[32]
- 株式会社GWメディカルサポート